# Stanislav Sharov
Stanislav Spartakovich Sharov (russo:  Станислав Спартакович Шаров; IPA: [stənʲɪˈslaf ʂɐˈrof]; Gusev, 29 de maio de 1995) é um jogador russo de basquete profissional.
Ele conquistou a medalha de prata nos Jogos Olímpicos de Verão de 2020 na disputa 3x3 masculino com a equipe do Comitê Olímpico Russo, ao lado de Ilia Karpenkov, Kirill Pisklov e Alexander Zuev.